# Manfred Gottschall
Manfred Gottschall (1937, Manebach, Turingia- Chemnitz, 17 de julio de 2015) fue un diseñador alemán de estampillas.

## Obras seleccionados
- Sellos postales diseñados por Manfred Gottschall

## Premio
El Premio Robert Stoltz de 1985 para filatelia musical mejor sello de música conmemorativo 175. cumpleaños de Mendelssohn emitido en 1984.